# Zebrias zebrinus
Zebrias zebrinus és un peix teleosti de la família dels soleids i de l'ordre dels pleuronectiformes que es troba a les costes del Japó.